# Гримизна сила
„Гримизна сила“ (енгл. Crimson Force) је научнофантастични филм из 2005. који је режирао David Flores. Радња филма се дешава на Марсу, али је права локација снимања био главни град Бугарске, Софија.

## Радња
У будућности, једна од моћнијих корпорација на Земљи шаље свемирски брод на Марс са циљем да пронађе нови извор неограничене енергије. Приликом слетања, брод доживљава хаварију, али посада успева да преживи и почиње поправке. У исто време, екипа истражује планету и наилазе на цивилизацију за коју се испоставља да од ње земљани воде порекло. Становници Марса заробљавају посаду и они бивају увучени у компликовану сплетку, последицу сукоба ратничког и свештеничког клана који траје већ дуго времена...

## Критике
На сајту Film Critics United, аутор је критиковао овај филм, али упоређујући га са другим филмовима које иначе на свом репертоару има Sci-Fi network. Филмове је окарактерисао као јефтине и то чак илустровао ангдетом да се у тој компанији толико штеди, да запослени користе обе стране тоалет-папира. У односу на поменуту понуду, овај филм је чак добро оцењен, с обзиром да је осредњи у категорији лоших. Прича је већ виђена, али је окарактерисана и као „комплексна и дубока“. Специјални ефекти су на неким местима лоши, али се квалитет надокнађује квантитетом. Чак и глума није лоша, без обзира што се C. Thomas Howell специјализовао за улоге у филмовима ниске продукције. Наведен је и клише да је тамнопути актер морао да погине, али су га у ипак пар наврата вратили у живот. На сајту tofunerdpunk.blogspot.com филм је окарактерисан као потпуни промашај. Такође и на сајту scienceblogs.com, где аутор критикује и објашњење у филму о еволуцији људи. Једна од замерки је и како је могуће да је цивилизација на Марсу постала толико напреднија од људске, а да становници уопште нису мењали своје писмо, које је још увек клинасто. На сајту IMDb, посетоци су филм оценили разнолико; од коментара да је то један од најгорих филмова свих времена до оних који га карактеришу као „паметан и забаван“ научнофантастични филм. Аутори сајта су указали на занимљивост да је у пар наврата направљена фонетска грешка која може да се види на екранима компјутера.